# 脱离困境
《脱离困境》（英語："Out of the Woods"），是美国创作歌手泰勒絲的歌曲，由泰勒絲与欢乐.乐团主唱杰克·安东诺夫共同创作及制作。歌曲是泰勒絲第五张录音室专辑《1989》第二首正式发布的歌曲，于2014年10月13日成为专辑的首支宣传单曲。歌曲是专辑的第六首正式单曲，官方录影带于2015年12月31日在美国广播公司的《迪克·克拉克的跨年摇滚夜》中首播。歌曲于2016年1月12日在美国电台发布。

## 发行背景
2014年10月13日，泰勒絲在《早安美国》上首播了歌曲的15秒试听片段。泰勒絲称歌曲是“专辑中她最喜欢的歌曲，因为它最能代表1989年”。她解释称，歌曲关于“某些人际关系的脆弱和易碎性质。这种关系存在于我所习惯的日复一日的生活环境中，我在那里寻思着它到底往哪发展，它是不是想去某些地方，是不是想在第二天终结。”歌曲于2014年10月13日作为宣传单曲发布，最初没有音乐录影带或官方发行的计划。2015年12月22日，《早安美国》证实宣布歌曲的音乐录影带将在《迪克·克拉克的跨年搖滾夜》期间首播发布。歌曲还作为《1989》的第六首正式单曲，于2016年1月12日到美国电台发布。

## 创作过程
《脱离困境》是一首合成器流行歌曲。歌曲由泰勒絲和安东诺夫共同创作及共同制作，是泰勒絲第一首将歌词填入现成曲调的歌曲。安东诺夫把没有人声和歌词的早期歌曲版本发给泰勒絲，之后她只花了30分钟就把这些加上去。她推断这首歌是关于猖獗的。歌曲的过渡段参考了泰勒絲和他的前男友、单向乐队的哈利·斯泰尔在热恋期发生的雪地摩托车事故。马克斯·马丁为歌曲打造了泰勒絲的声线。歌曲以C大调创作，泰勒絲在這首歌的音域横跨两个八度，在E3到E5之间，总长3分55秒。
担纲重合成器和打击乐手的安东诺夫称歌曲被安排成结合20世纪80年代和现代元素。在歌曲大部分地方明显出现的20世纪80年代色彩的声音用上了雅马哈DX7，但在副歌部分他们逆转性运用了Minimoog Yoyager。他解释道，“那个的声音对我而言非常现代，有那种循环往回的感觉。”安东诺夫还提供了伴唱。他表示“我不知过砍掉了我用嗓音唱歌的这一部分，开始一遍又一遍地循环播放。之后我开始敲打我房间里的一些打击乐器，在地板上跺脚，并给所有这些声音采样，制造巨大的夸张循环节奏，把样本放在上面。”2014年10月在接受国家公共广播电台采访时，泰勒絲提供了歌词的详细解释：
歌词已经放在里面了，因为它不仅是我介入的一种特定关系所发生的事的实际文字自白，还是一个比喻。”“刹车踩得太急”可以按照字面意思来解释，这是我们在一起事故中得到的，我们不得不处理善后事宜。但同时，关系比我们想象的结束得还要快，因为它里头掺杂了许多恐惧感。而这首歌谈到了巨大的焦虑感，那是一种对特定关系的追猎，因为我们确实感受到媒体上每一个人的关切，他们自以为自己能编造出我们所经历的事情的旁白，还有辩论和揣测。我不认为这对我而言，能比以往任何时候都更加容易地找寻真爱、屏蔽掉所有那些人的尖叫声。

## 专业评价
歌曲一经发行便收到了乐评人的积极评价。《公告牌》给歌曲打出4.5星（满分5星）评价。雅虎的克里斯·威尔曼（Chris Willman）表示歌曲“非常怪异而且很精彩”。《HitFlix》的凯蒂·哈斯蒂（Katie Hasty）给歌曲的创作打出A+评价，称其“近乎完美得可恶”。《秃鹰》的林赛·佐拉迪玆（lLindsay Zoladz）表示“泰勒絲透露出更具前途的东西：海绵一般的安东诺夫作品《脱离困境》似乎预示着泰勒絲的声音往一个令人兴奋的、出人意料的成熟新方向发展。“《时代》杂志的萨姆·兰斯基（Sam Lansky）称赞道，“这是赞美诗合唱的愤怒咏叹，全部是让人透不过气的紧迫感，这个中间偏右的制作帮助泰勒絲施展九十年代的手上戏法：即便歌词包含着她迄今为止最引人注目的自传式招供，但这里最有趣的事情不是这首歌是关于谁的，而是它听起来有多么的特别”。歌曲在Pitchfork Media的“2014年100首最棒的歌曲”榜单上位列第94。

## 商业表现
在公告牌百强单曲榜上，歌曲以第18位的最高排名首秀。这成为泰勒絲第61首进入百强榜的歌曲，使得她成为百强榜上榜歌曲第二高的女歌手，仅次于艾瑞莎·弗兰克林（73首）。歌曲以第一名在热门数字歌曲榜，卖出19.5万份，取代了其本人出自首位的《通通甩掉》。这样一来，自2012年她的歌曲《罗南》和《我们再也回不去了》占据前两位以来，泰勒絲成为首位同时占据数字榜前两位的领衔歌手。泰勒絲是数字歌曲榜冠军曲第四多的歌手，跟最多榜首位置首秀歌曲的蕾哈娜打成平手。歌曲售出超过50万份，获得美国唱片工业协会（RIAA）的金认证。
在新西兰，歌曲以第6位首秀，是当周最高排位首秀的歌曲。在澳大利亚，歌曲以第21位首秀。发行第一周，歌曲在卖出2.1万份。歌曲进入加拿大百强单曲榜前10位，截至2014年11月1日以第8位的最高排名首秀，使得它成为了该周最高排位首秀的歌曲。歌曲在一个星期后掉出百强榜。

## 音乐录影带

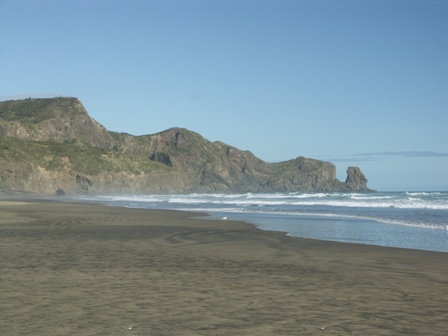
出现在视频结尾处的贝弗斯海滩

音乐录影带由约瑟夫·卡恩执导，于2015年12月31日在美国广播公司节目《迪克·克拉克与瑞安·西克雷斯特的跨年摇滚夜》上首播。这标志着泰勒絲与卡恩继《空格》、《敌对》和《狂野的梦》以来在《1989》中第四次合作。录影带在新西兰皇后镇和贝弗斯海滩拍摄。摄制期间，强烈风暴来袭，使得他们身边的都被刮倒了。撤离后，摄制在一个星期后重新开始。
录影带以字幕“她失去了他”开头。紧接着，泰勒絲第一次赤着脚出现在海滩，只穿着一条蓝色连衣裙。她似乎沉醉的在她周围出现的树林中奔跑着，却被一群狼追逐。群狼将她的连衣裙撕破，她不得不挣扎着逃脱不断追着她的树根。之后她发现自己到了另一个地方，那里出现了贯穿整部录影带的四种自然元素 —— 雪山、海洋、废土和沼泽地。视频的结尾处，她爬行穿过的树林消失，她找到一个海滩，在那里另一个她在岸边翘首以待着她的到达。视频以字幕“她失去了他，但她找到了她自己，不知怎的那就是全部”的字幕结束，这也是她的歌曲《释怀》（Clean）在《1989》的歌词小册子中的秘密信息。
《Slate》的夏朗·谢蒂（Sharan Shetty）称歌曲的主题焦虑“是对歌曲录影带极致程度的字面解释”。《纽约每日新闻》的彼得·施布棱多里奥（Peter Sblendorio）认为它“也许是她迄今为止最迷人的音乐录影带”，为“令人瞠目”的视觉效果欢呼。《人物》也称之为“大饱眼福的视频” ，而《公告牌》也一致认同了片段的魅力。《板岩》作家哈利·布朗（Harley Brown）称视频是“充满想象的电影”。《赫芬顿邮报》的多米尼克·默斯贝根（Dominique Mosbergen）称录影带“令人难忘”。

## 现场表演与翻唱
泰勒絲在《1989》发行的2014年10月于纽约iHeartRadio表演歌曲。之后她于2014年10月30日在《早安美国》表演歌曲，同时还演绎了《欢迎来纽约》和《通通甩掉》 。
2015年10月，泰勒絲用她的原声吉他在Nova 96.9电台频道在澳大利亚的汉密尔顿岛举办的小型表演活动中，与歌迷表演歌曲。她还于2015年9月30日在格莱美博物馆的不插電表演活动上表演了钢琴版的歌曲，庆祝她打破了展览馆的当场人数录影。该曲也是她的1989世界巡迴演唱会的保留演出曲目。2016年2月15日泰勒絲於第58屆葛萊美頒獎典禮表演此首歌曲。
莱恩·亚当斯为他的专辑《1989》录制了歌曲的软式摇滚版。雅虎作家奥斯卡·格蕾西（Oscar Gracey）表示亚当斯的翻唱版“让我们希望到森林远足，寻找一个还没有被看到太透的清静和悲哀的关系。”

## 榜单
| 榜单（2014年-2016年）                | 最高 排位 |
| ------------------------------------ | --------- |
| 澳大利亚（澳大利亚唱片业协会單曲榜） | 19        |
| 奥地利（Ö3四十强单曲榜）             | 64        |
| 比利时佛兰德（Ultratop五十强单曲榜） | 50        |
| 加拿大（Canadian Hot 100）           | 8         |
| 加拿大（《告示牌》Canada AC）        | 13        |
| 加拿大（《告示牌》Canada CHR）       | 13        |
| 加拿大（《告示牌》Canada Hot AC）    | 9         |
| 丹麥（Hitlisten单曲榜）              | 23        |
| 法国（法國唱片出版業公會單曲榜）     | 70        |
| 匈牙利（四十強單曲榜）               | 37        |
| 以色列（媒体森林电视播放榜）         | 1         |
| 新西兰（新西兰唱片音乐协会单曲榜）   | 6         |
| 波蘭（波蘭百大電台榜）               | 43        |
| 蘇格蘭（官方榜单公司單曲榜）         | 48        |
| 西班牙（西班牙音樂製作協會）         | 22        |
| 英国（官方榜单公司单曲榜）           | 136       |
| 美国（《告示牌》百大單曲榜）         | 18        |
| 美國（《告示牌》成人當代單曲榜）     | 20        |
| 美國（《告示牌》Adult Pop Airplay）  | 11        |
| 美國（《告示牌》Pop Airplay）        | 12        |

## 销量认证
| 地區                           | 认证 | 认证单位/销量 |
| ------------------------------ | ---- | ------------- |
| 澳大利亚（澳大利亚唱片业协会） | 金   | 35,000‡       |
| 美国（美國唱片業協會）         | 金   | 500,000‡      |
| ^僅含認證的出貨量              |      |               |

## 发行历史
| 国家 | 日期           | 形式     | 唱片公司     |
| ---- | -------------- | -------- | ------------ |
| 美国 | 2014年10月14日 | 數位下載 | 大機器、聯眾 |